# Pachylospeleus
Pachylospeleus is een geslacht van hooiwagens uit de familie Gonyleptidae.
De wetenschappelijke naam Pachylospeleus is voor het eerst geldig gepubliceerd door Silhavý in 1974. 

## Soorten
Pachylospeleus is monotypisch en omvat slechts de volgende soort:
- Pachylospeleus strinatii